# 仁厚镇 (唐县)
仁厚镇，是中华人民共和国河北省保定市唐县下辖的一个乡镇级行政单位。

## 行政区划
仁厚镇下辖以下地区：
中山大街社区、南环社区、唐尧东路社区、唐尧西路社区、国防路社区、国防桥社区、向阳北街社区、光明路社区、园子村、仁厚村、东关村、刘家庄村、张盆村、野牛村、南野羊村、北野羊村、南坛村、南关村、西关村、四城涧村、大寺城涧村、麻黄头村、三曲庄村、县北村、山南庄村、北庄子村、南庄子村、枣园村、房庄村、坛下辛村、坛下史村、坛下屯村、坛下张村、许王庄村、黄家庄村、孔家佐村、薛庄子村、徐家庄村、大马庄村、小马庄村和北马辛村。